# Abdulvaháb Darávaša
Abdulvaháb Darávaša (hebrejsky: עבד-אלוהאב דראושה, arabsky: عبد الوهاب دراوشة) je izraelský politik a bývalý poslanec Knesetu za strany Ma'arach, Arabská demokratická strana a Sjednocená arabská kandidátka.

## Biografie
Narodil se 12. října 1943 v obci Iksal. Vystudoval střední školu v Nazaretu a obor pedagogika a dějiny na Haifské univerzitě. Pracoval pak jako ředitel střední školy. Hovoří arabsky a anglicky. Patří do komunity izraelských Arabů.

## Politická dráha
Působil jako inspektor při ministerstvu školství. Zasedal ve vedení vzdělávacího odboru organizace International Peace Center a organizace Education Institute for Jewish-Arab Coexistence. Předsedal Arabské demokratické straně.
V izraelském parlamentu zasedl poprvé po volbách v roce 1984, v nichž kandidoval za stranu Ma'arach. V průběhu volebního období se ale od své strany odtrhl, po jistý čas byl nezařazeným poslancem, pak ustavil vlastní formaci. Arabská demokratická strana. Byl členem výboru pro jmenování islámských soudců, výboru práce a sociálních věcí, výboru pro záležitosti vnitra a životního prostředí a výboru pro vzdělávání a kulturu. Mandát obhájil ve volbách v roce 1988, nyní již jako kandidát Arabské demokratické strany. Byl členem výboru pro záležitosti vnitra a životního prostředí a výboru práce a sociálních věcí. Opětovně byl za Arabskou demokratickou stranu zvolen ve volbách v roce 1992. Zasedl jako člen ve výboru pro vzdělávání a kulturu, výboru pro status žen, výboru ekonomických záležitostí a výboru House Committee. Předseda podvýboru pro vzdělávání v arabském sektoru a výboru pro rozvoj statusu arabských žen.
Mandát získal i ve volbách v roce 1996, nyní za střechovou kandidátní listinu Sjednocená arabská kandidátka, jejímž předsedou poslaneckého klubu se stal. Byl členem výboru pro status žen a výboru pro vzdělávání a kulturu. Ve volbách v roce 1999 nebyl zvolen.